# Oratorio di San Filippo
L'oratorio di San Filippo è una chiesa di Ponsacco (PI) nella frazione di Camugliano all'interno della Villa Niccolini.

## Storia e descrizione
La villa fu edificata nel 1533 da Alessandro de' Medici e conclusa durante il granducato di Cosimo I. Tra i numerosi ambienti del complesso si trova anche la piccola cappella di San Filippo. L'edificio, dalle dimensioni ridotte, ha una atipica copertura a botte e comprende un minuscolo ambiente riservato ai signori della villa, che in tal modo potevano assistere alle celebrazioni attraverso una grata. Le pareti conservano decorazioni della fine del Settecento, epoca cui risale l'altare in muratura dipinta. Tra i numerosi reliquiari, oggetti assai diffusi come segno di devozione privata, ve n'è uno, raffigurante il mezzo busto di un santo, attribuito a Donatello.